# Chain gang (diritto)

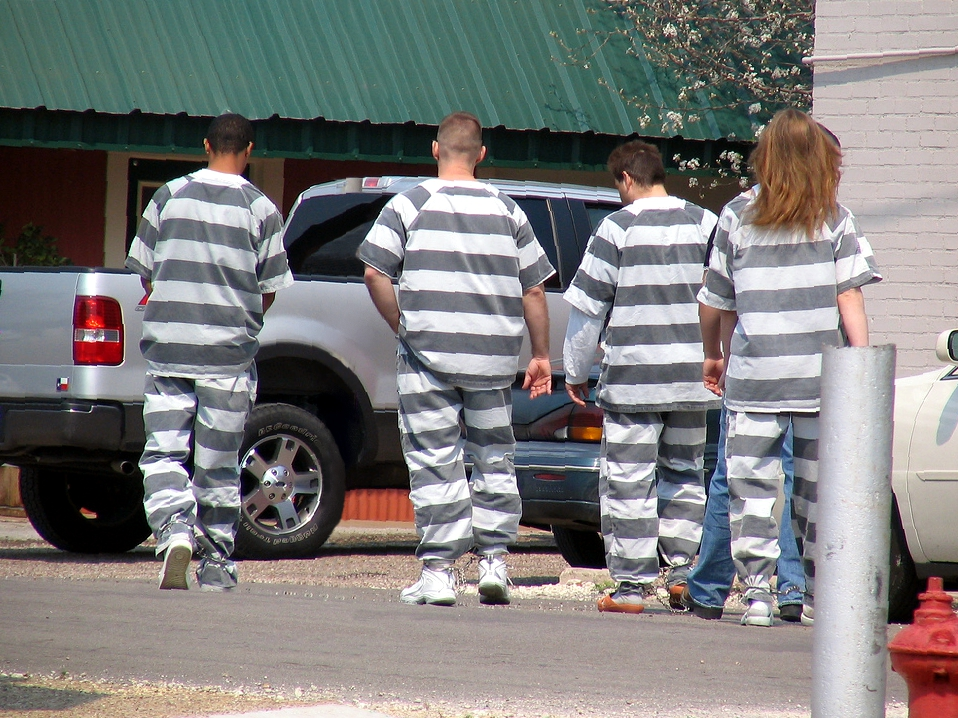
Una chain gang

Per chain gang si intende un gruppo di prigionieri che vengono legati insieme a una catena o costretti a portare una palla al piede quando sono ai lavori forzati. Le chain gang svolgono mansioni come, ad esempio, riparare edifici, costruire strade o liberare i terreni dai detriti.

## Storia
La pratica delle chain gang è contestuale perlopiù degli Stati Uniti meridionali e dell'Australia. Con il passare degli anni molti stati federali degli USA abbandonarono la pratica. Nel 1955 vi erano pochissimi territori che legalizzavano le chain gang. Tra gli ultimi stati che la abbandonarono vi furono la Georgia e, negli anni settanta, la Carolina del Nord. Nel corso di una campagna di "guerra al crimine" che imperversava negli Stati Uniti durante la metà degli anni novanta, gli stati reintrodussero per circa un anno le chain gang. Il primo di essi fu l'Alabama nel 1995. Oggi pochi territori della nazione approvano le chain gang. Uno di essi è la contea di Maricopa, in Arizona, dove i detenuti possono fare volontariato nelle chain gang per guadagnare crediti verso un diploma di scuola superiore o evitare blocchi disciplinari per aver infranto la legge.